# Kostel svatého Petra a Pavla (Soběslav)
Kostel svatého Petra a Pavla v Soběslavi, okres Tábor, je raně gotický děkanský chrám, jehož část pochází již z počátku 14. století. Nachází se na soběslavském náměstí Republiky. Vedle něj stojí majestátní, 68 metrů vysoká věž, která je zakončena cibulovitou barokní bání z 16. století. Tento kostel je pravděpodobně nejstarší dochovanou kamennou stavbou v Soběslavi.
Je chráněn jako kulturní památka České republiky.

## Historie
Podle pověstí původní svatyně na vrchu Svákov zanikla společně s ostatními obydlími při ničivém požáru v 10. století. Tehdy se obyvatelé natrvalo přestěhovali z kopce dolů k soutoku Lužnice a Černovického potoka, kde založili novou osadu. Jako jednu z prvních postavili kostel s jednoduchou dřevěnou konstrukcí. Časem byl vystaven kostel kamenný.
Na počátku 14. století vyrostla stavba, jejíž původní a dochované části lze spatřit u východní stěny kostelní věže. Dnes tvoří zákristii kostela.
Dodnes se dochovala zakládací listina, podle které lze přesně určit vznik kostela a kaplanství. Rožmberkové spolu se soběslavskými měšťany založili v roce 1367 nadaci pro stavbu nového kostela a založení kaplanství. Z vybraných peněz nechali vystavět k původnímu staršímu kostelu a kostelní věži kostel na novém, větším půdorysu.
Kostel byl nově vystavěn v 60. až 80. letech 14. století. Obvodové zdivo presbytáře se dochovalo až dodnes.
Kostel s typickými gotickými prvky byl definitivně potvrzen v roce 1371 pražským arcibiskupem. Byl zasvěcen sv. Petru a Pavlu. Jejich jména provázejí soběslavské dějiny.
Za husitských válek se Soběslavští a Táborští stali úhlavními nepřáteli. Nejtragičtější byl rok 1421, kdy se Žižkovo vojsko probilo až do centra soběslavského náměstí. Po útočnících zůstal vyrabovaný a vypálený kostel se zbořenou věží. Údajně husité na náměstí shromáždili katolické kněze a tam je upálili.
Nová věž s kaplí sv. Jana Křtitele (nyní Panny Marie) byla v letech 1485 až 1487 postavena Benešem z Trhových Svin a Burianem z Tábora.
Ve druhé polovině 15. století započala postupná obnova zničeného kostela. Starou poškozenou klenbu v presbyteriu v roce 1491 strhli a pod vedením vrchního stavitele mistra Jakuba postavili novou, kterou dokončili v roce 1493. V letech 1499 až 1501 vystavili nové překlenutí dvoulodní kostela mistrem činným pravděpodobně v Bechyni.
Pozdně gotický nádech získal kostel v roce 1516 po přestavbě kruchty Wendelem Roskopfem.
Současnou vnější podobu kostela kostel definitivně získal v roce 1727 přistavěním kaple sv. Jana Nepomuckého. Kaple je vystavena v barokním stylu.
Od 18. století do současnosti se podoba kostela již neměnila. Naposledy byl kostel restaurován v letech 1931–1932.

## Popis

### Exteriér
Fasáda věže je členěná horizontálními římsami. Vysoká okna v lodi jsou trojdílná s kamennými kružbami a v presbytáři jsou dvojdílná nebo i trojdílná.
Původně byl kolem kostela hřbitov, který byl zrušen v roce 1838.
Před východní stěnou se tyčí kamenný kříž (krucifix), který má po stranách sochy sv. Jana Nepomuckého (po pravé straně, z roku 1863) a sv. Josefa (po levé straně, z roku 1759). Krucifix stojí na soklu z roku 1911.
Sakristie je sklenutá jedním polem křížové klenby a ve vnitřním pětibokém závěru paprsčitě. Z jehlancových konzolek vybíhají klínová žebra, která se protínají v terčových svornících s vegetabilními symboly (pětilistými růžemi, které jsou ve znaku Rožmberků).
Kaple je sklenuta jedním polem křížové klenby s hruškovitým profilem žeber, která dosedají na jehlancové konzoly. I zde můžeme spatřit rožmberský symbol pětilisté růže.
Presbytář je zaklenut šestidílnou síťovou klenbou předhusitského typu (předpokládáme z roku 1493). V plochém závěru je klenba obkročná. Žebra jsou klínová a vybíhají z půlválcových přípor.
Dvoulodí je zaklenuto výjimečnou sklípkovou klenbou vzorce čtyřcípé hvězdy se síťovými spojkami z přelomu 15. a 16. století. Tato klenba byla zaklenuta nejspíše podle nedaleké bechyňské sklípkové klenby. Uprostřed je klenba podpírána dvěma štíhlými osmibokými pilíři s kruhovými a osmibokými sokly.

#### Vybavení interiéru
Kostel je vybaven pěti oltáři, jsou zasvěceny sv. Kateřině, sv. Petrovi a Pavlovi, Panně Marii, sv. Kříži a sv. Mikulášovi.
Hlavní oltář sv. Petra a Pavla je vyzdoben sochami světců a obrazem z roku 1863 od Bedřicha Kamarýta. Při triumfálním oblouku jsou dva boční oltáře, Panny Marie z 18. století s pozdě gotickou sochou Madony, a svatého Kříže z roku 1781 s obrazem Ukřižování z roku 1658 a sochami světců.
Kazatelnu roku 1493 vystavěl mistr Jakub. V 17. století byla doplněna o řečniště a sošky evangelistů. V roce 1849 byla kazatelna zrekonstruována, dnes je i pozlacena.
Cínová křtitelnice z roku 1501 je od kováře Jana z Nového Města pražského. Její podstavec tvoří tři zdobené nohy. Celá křtitelnice je zdobena nápisy, ornamenty a výraznými lidskými tvářemi. Je velikou vzácností, že se tato cínová památka dochovala v kostele až dodnes a nebyla odcizena.
V kostele také můžeme spatřit torzo fresek, které byly objeveny v roce 1912 dělníky, kteří opravovali omítku. Tyto malby byly zhotoveny malířem Honsem roku 1598 na objednávku Řehoře Smrčky ze Sabinova.

## Pověst o zvonech
V roce 1680 postihla Soběslav morová epidemie. Každý den někdo této nemoci podlehl. Tato úmrtí prý doprovázel v Soběslavi zvláštní jev. Předtím, než někdo na tuto nemoc zemřel, se vždy zvon sám od sebe rozezněl. Tento jev podle pověsti ustal s morovou epidemií v zimě stejného roku.

## Galerie

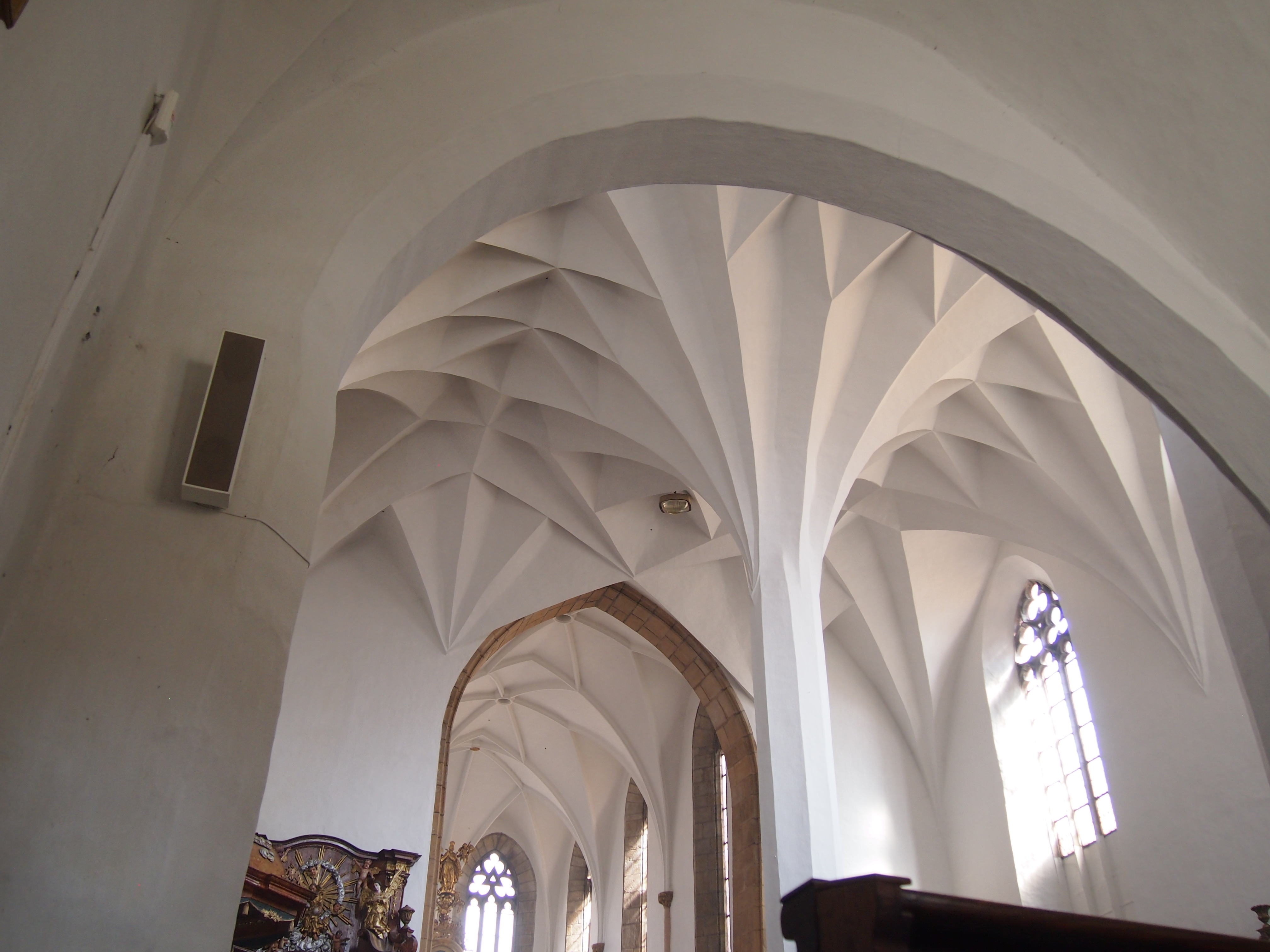
Sklípková klenba lodi
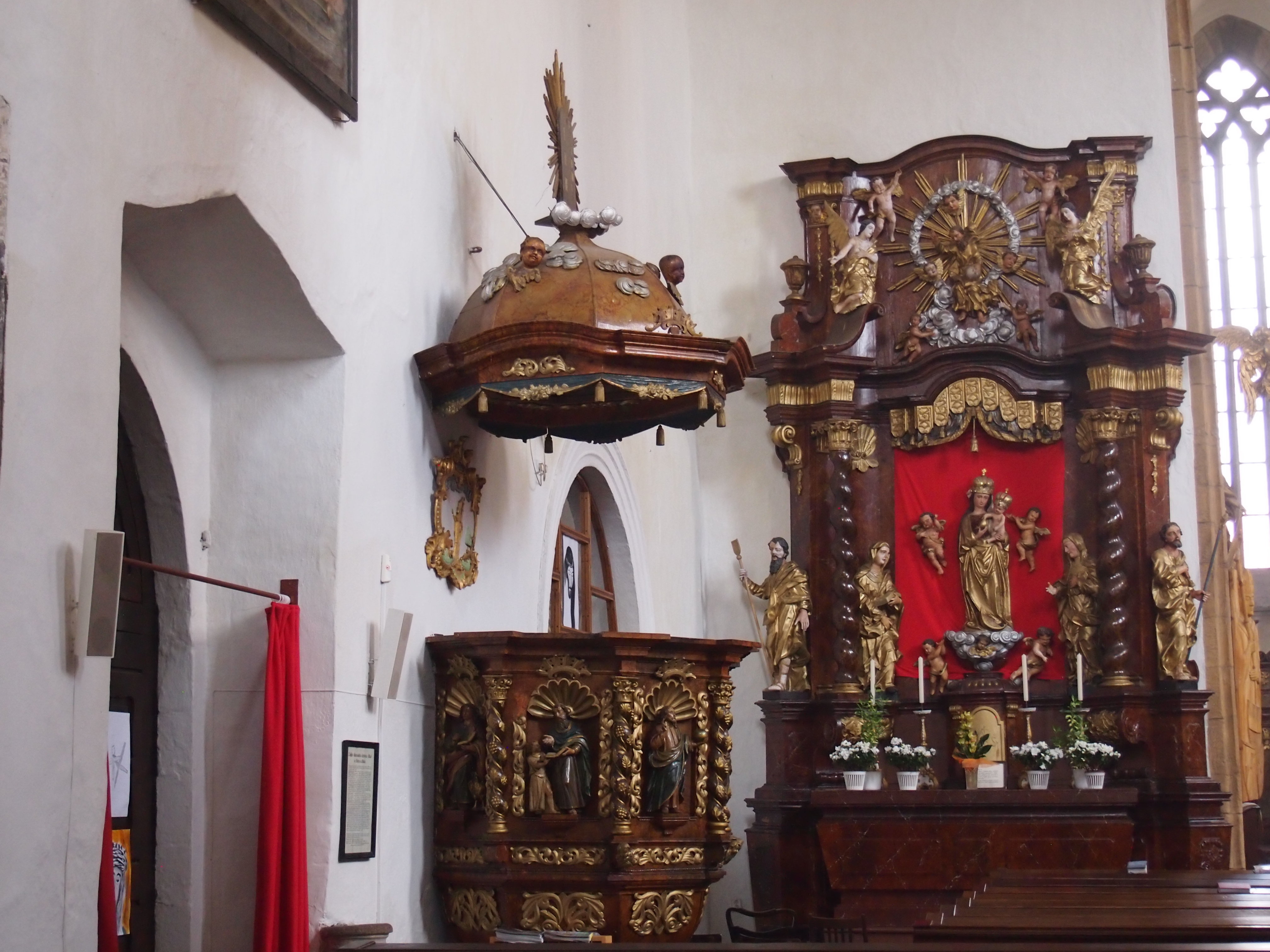
Kazatelna a boční oltář
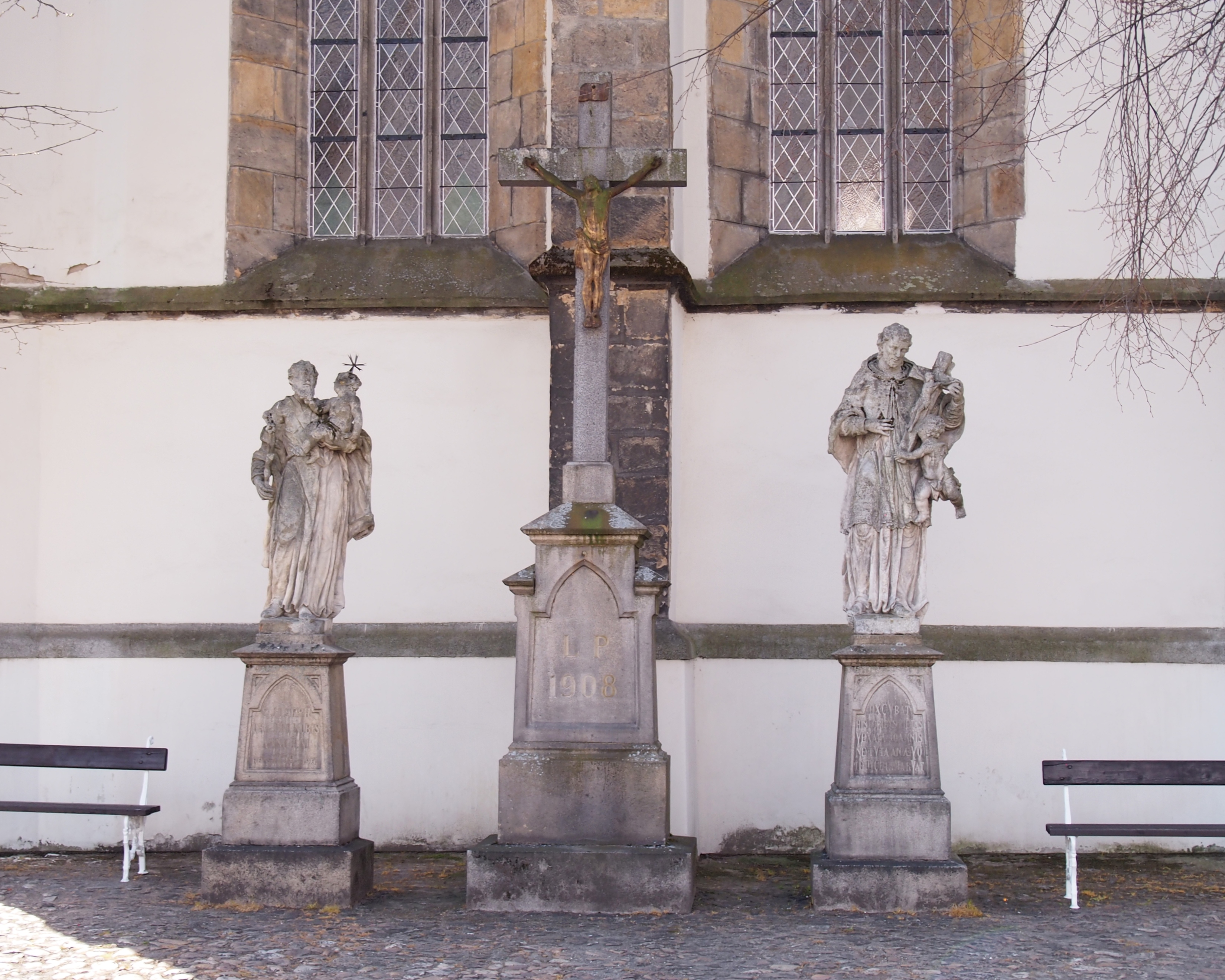
Kříž a sochy sv. Josefa a sv. Jana Nepomuckého
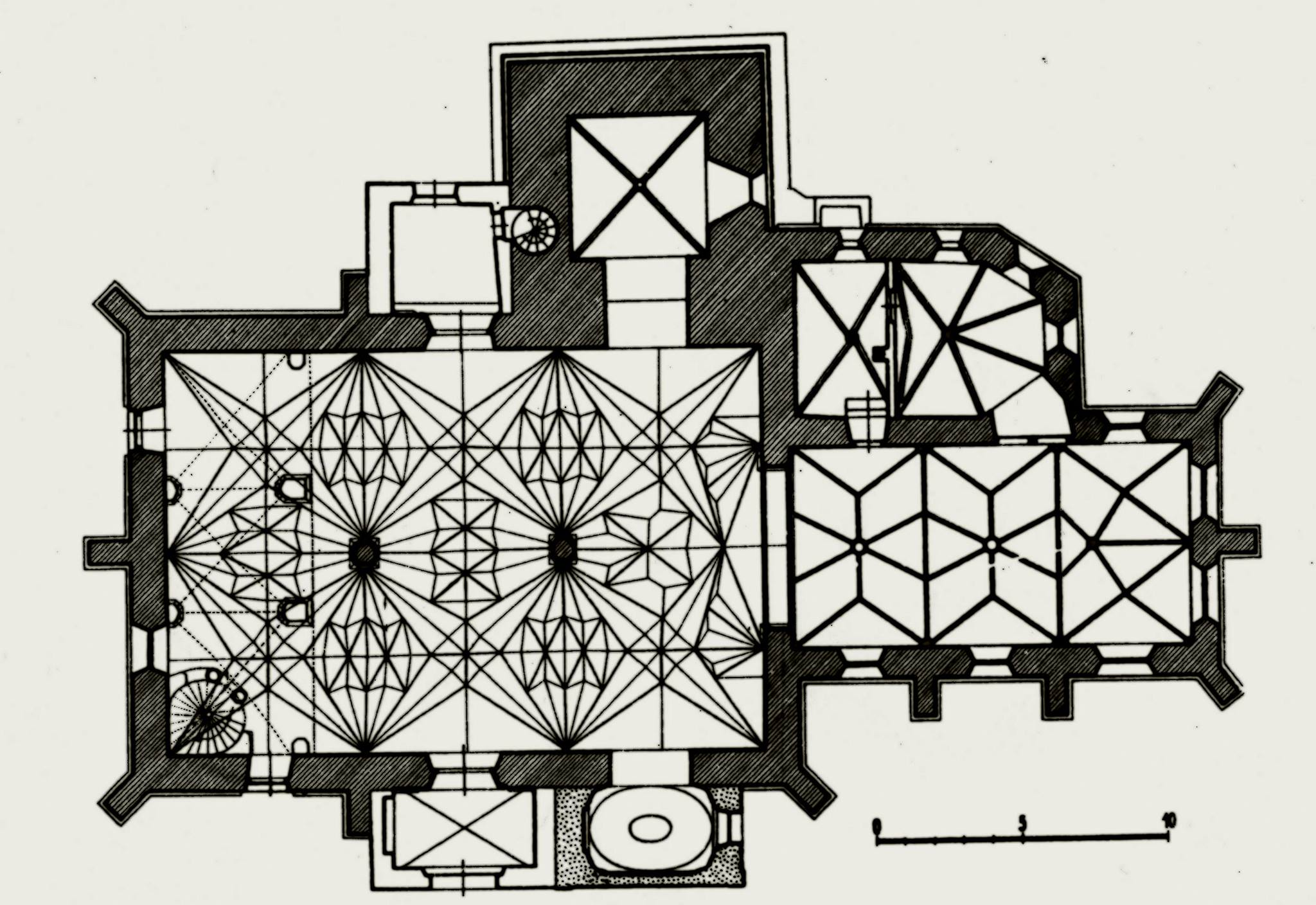
Půdorys kostela
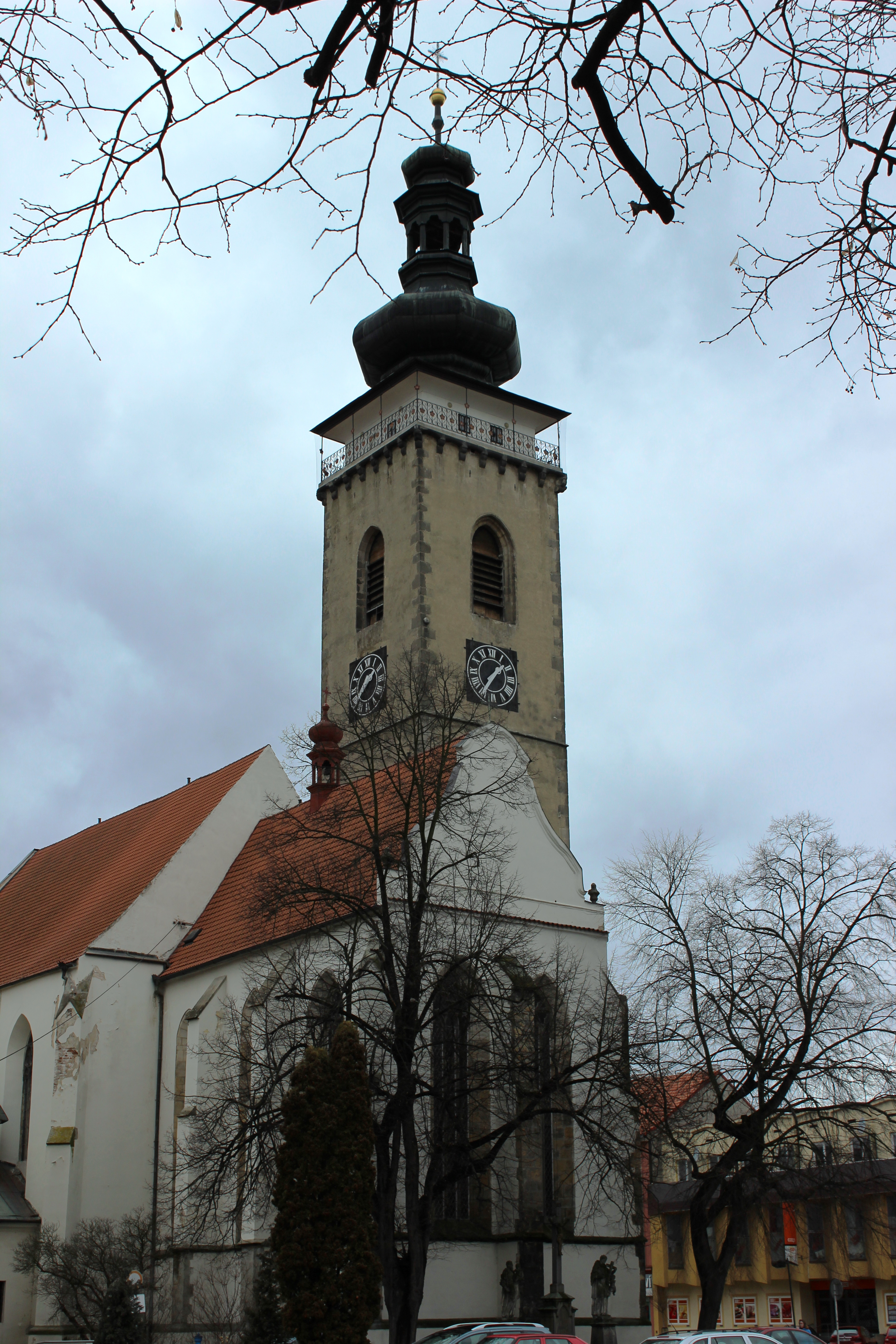
Kostel